# 杨堤
杨堤（1924年9月—2017年10月6日），曾名王上达、王敏，江苏青浦人，中国共产党及中华人民共和国官员，中国共产党第十二届中央委员会委员。

## 生平
1938年9月参加中国共产党领导的革命工作，1939年5月加入中国共产党。1938年9月到1939年7月，任皖南新四军教导总队青年队学员、排长。1939年7月到1941年2月，任新四军政治部组织部科员、军法处二科科员。1941年2月到1944年3月，任苏北解放区盐阜地区保安处科员，中共淮安县委、建阳县委社会部部长兼保安科科长。1944年3月到1947年11月，任苏北中共盐城县委社会部部长兼公安局局长，盐阜专署公安局科长，中共盐城县委敌工部部长兼区委书记。1947年11月到1949年8月，任华中公安处、苏南行政公署公安局科长。1949年8月到1952年9月，任江苏省无锡市公安局副局长、局长。1952年9月到1956年2月，任上海市公安局政保一处处长。1956年2月到1960年4月，任中共上海市委政法工作部办公室主任。1960年4月到1967年1月，任上海市对外贸易局党委副书记。
“文化大革命”中遭到迫害。1976年8月到1977年4月，任上海市副食品领导小组办公室负责人。1977年4月到1979年12月，任上海市邮电管理局党委书记、局长。1979年12月到1981年7月，任上海市人民政府副市长兼基本建设委员会主任、党组书记。1981年7月到1983年3月，任上海市人民政府副市长兼公安局局长、党组书记。1983年3月到1985年5月，任中共上海市委书记（当时设有第一书记、第二书记）。1985年5月到1989年8月，任中共上海市委副书记。
杨堤是中国共产党第十二届中央委员会委员，中共十二大、中共十三大代表，第七届、第八届全国政协常委。
2017年10月6日，杨堤在上海华东医院病逝，享年93岁。2017年10月10日，杨堤同志遗体告别仪式在上海市龙华殡仪馆举行。